# Gnathopalystes ferox
Gnathopalystes ferox là một loài nhện trong họ Sparassidae.
Loài này thuộc chi Gnathopalystes. Gnathopalystes ferox được William Joseph Rainbow miêu tả năm 1899.